# Clematis thalictrifolia
Clematis thalictrifolia är en ranunkelväxtart som beskrevs av Adolf Engler. Clematis thalictrifolia ingår i släktet klematisar, och familjen ranunkelväxter. Inga underarter finns listade i Catalogue of Life.